# Cantón Zaragoza
Cantón Zaragoza är en ort i Mexiko.   Den ligger i kommunen Tapachula och delstaten Chiapas, i den sydöstra delen av landet, 900 km sydost om huvudstaden Mexico City. Cantón Zaragoza ligger 229 meter över havet och antalet invånare är 438.
Terrängen runt Cantón Zaragoza är kuperad. Runt Cantón Zaragoza är det ganska tätbefolkat, med 179 invånare per kvadratkilometer. Närmaste större samhälle är Tapachula, 18,7 km söder om Cantón Zaragoza. I omgivningarna runt Cantón Zaragoza växer i huvudsak städsegrön lövskog.